# El fill de Saül
El fill de Saül (títol original en hongarès: Saul fia) és una pel·lícula hongaresa de 2015 dirigida per László Nemes i coescrita per Nemes i Clara Royer. S'ha subtitulat al català.
La història es desenvolupa al camp de concentració d'Auschwitz durant la Segona Guerra Mundial i segueix la vida quotidiana del reclús Saul Ausländer (Géza Röhrig), un ciutadà hongarès membre d'un Sonderkommando.
La pel·lícula fou estrenada al 68è Festival Internacional de Cinema de Canes, on va guanyar el Gran Premi de Jurat, fou projectada Toronto International Film Festival de 2015, fou nominada a la millor pel·lícula de parla no anglesa dels 88ns premis Oscar i fou guanyadora del Globus d'Or per la millor pel·lícula de parla no anglesa.

## Sinopsi
L'octubre de 1944, el presoner jueu-hongarès Saül Ausländer treballa com a Sonderkommando a les cambres de gas del camp de concentració d'Auschwitz. Treballa estoicament, aparentment adormit per les atrocitats diàries. Entre els morts després d'una gasejada, veu un nen encara viu ofegat per un metge nazi que li demana una autòpsia. Saül porta el cos a Miklós Nyiszli, un company de presó hongarès i ajudant forçat de Josef Mengele, i li demana que no talli el nen perquè pugui rebre un enterrament jueu adequat. Miklós declina, però diu que pot passar cinc minuts sol amb el noi aquella nit abans de la incineració. Saul demana al rabí Frankel que l'ajudi a realitzar un ritual funerari, però el rabí l'acomiada i suggereix que Saul realitzi l'enterrament ell mateix.
Saül escolta Sonderkommando Abraham parlar d'un aixecament amb Oberkapo Biederman. Biederman primer vol fotografiar els horrors del campament amb una càmera recollida entre els morts i passar de contraban les imatges fora per cridar l'atenció i ajudar. Abraham parla a Saül de «El renegat», un rabí grec que ha perdut la fe. A canvi, Saül ofereix la seva ajuda en el seu pla. Fingeix arreglar el pany d'una barraca, mentre un company de presó s'amaga a dins i fa fotos d'una incineració en una fossa.
En Saül es cola en una altra unitat del Sonderkommando i troba «el Renegat» a la vora d'un riu, on s'hi aboquen cendres. El Renegat es nega a ajudar; Saül, al seu torn, llança la pala de l'home a l'aigua. El rabí salta al riu però Saül el treu i tots dos són portats davant del comandant de la unitat de les SS. Després d'un interrogatori, el Renegat és executat i en Saül se li permet tornar a la unitat. De tornada al campament, Saül s'endinsa a l'oficina de Miklós però no troba el cos del nen, abans de ser burlat i expulsat de l'habitació per un grup d'oficials nazis. S'enfronta a Miklós, que li assegura que el cos ha estat amagat per seguretat. Saül troba el cos i el porta de nou a la seva pròpia caserna en un sac.
Aquella nit, el comandant de les SS Otto Moll ordena a Biederman que escrigui una llista de setanta noms, la qual cosa fa que Biederman cregui que la seva unitat serà assassinada aviat. Biederman revela la informació a Abraham, qui li ordena a Saül que es dirigeixi al camp de dones i reculli un paquet de pólvora d'una presonera anomenada Ella. Ella, que coneix a Saül, l'anomena pel seu nom i li agafa la mà, però ell es retira. Després de recollir el paquet, Saül busca un rabí entre una línia de jueus hongaresos acabats d'arribar, que estan sent conduïts al bosc per ser executats. Un francès anomenat Braun s'hi acosta i convenç a Saül que és un rabí. Saül disfressa en Braun de Sonderkommando i el fa colar al campament. Quan Saül arriba al campament, s'enfronta a Abraham i s'adona que durant l'agitació al bosc ha perdut el paquet. En un interrogatori posterior, diu que el nen assassinat és el seu fill il·legítim, una afirmació que Abraham diu que no és certa.
L'endemà al matí, els presoners són convocats al crematori per tornar a la feina, on descobreixen que Biederman i la seva unitat han estat assassinats. Abraham reuneix els altres presoners i ataca els guàrdies de les SS, iniciant la rebel·lió. Durant l'enrenou, Saul recupera el cadàver del nen i s'escapa al bosc amb Braun i alguns presoners més. Es prepara per enterrar el noi al costat d'un riu, només per descobrir que Braun és un frau quan no pot recitar el Kaddish. En sentir que els guàrdies s'acosten, Saül intenta portar el cos a través del riu, però perd la presa i el rabí Frankel l'extreu de l'aigua mentre el cadàver s'allunya. Aleshores, els presoners s'amaguen en un cobert d'un bosc i comencen a discutir un pla per unir-se a la Resistència polonesa. En Saül s'adona que un jove camperol mira al cobert i somriu per primera vegada a la història. El nen fuig abans que un oficial de les SS l'agafi i el faci callar mentre els guàrdies s'acosten al cobert. Llavors l'oficial el deixa anar, i el nen corre cap al bosc mentre el so dels trets ressona darrere seu.

## Repartiment
- Géza Röhrig com a Saül Ausländer
- Levente Molnár com a Abraham Warszawski
- Urs Rechn com a Oberkapo Biederman
- Sándor Zsótér com a Dr. Miklós Nyiszli
- Todd Charmont com a Braun
- Uwe Lauer com a Oberscharführer Voss
- Christian Harting com a Oberscharführer Busch
- Kamil Dobrowolski com a Oberkapo Mietek
- Jerzy Walczak com a Sonderkommando rabí
- Marcin Czarnik com a Feigenbaum
- István Pion com a Katz
- Attila Fritz com a Yankl
- Amitai Kedar com a Hirsch
- Márton Ágh com rabí grec Apikoyres
- Levente Orbán com a presoner rus
- Tom Pilath com a Oberscharführer
- Mihály Kormos com a Kapo Schlojmem
- Juli Jakab com a Ella
- Mendy Cahan com a Sonderkommando
- Jeles András com a Josef Mengele

## Premis i nominacions
El 2016 va guanyador el premi Oscar a la millor pel·lícula de parla no anglesa. Al Festival de Cinema de Canes va guanyar el Gran Premi del Jurat i el premi FIPRESCI, així com haver estat a la competició principal. La pe·lícula també va guanyar el premi François Chalais i el premi Vulcan. El juny de 2015, es va anunciar que l'obra representaria a Hongria als premis Óscar en la categoria de Millor pel·lícula de parla no anglesa.
| Premi                          | Categoria                             | Nominació       | Resultat  |
| ------------------------------ | ------------------------------------- | --------------- | --------- |
| Premis Oscar                   | Millor pel·lícula de parla no anglesa | László Nemes    | Guanyador |
| Festival de Canes 2015         | Gran Premi del Jurat                  | László Nemes    | Guanyador |
| Festival de Canes 2015         | Premi FIPRESCI                        | László Nemes    | Guanyador |
| Festival de Canes 2015         | Premi François Chalais                | László Nemes    | Guanyador |
| Festival de Canes 2015         | Vulcan Award                          | Tamás Zányi     | Guanyador |
| Festival de Canes 2015         | Càmera d'Or                           | László Nemes    | Nominat   |
| Festival de Canes 2015         | Palma d'Or                            | László Nemes    | Nominat   |
| Crítica de San Francisco       | Millor pel·lícula estrangera          | El fill de Saül | Guanyador |
| Online Film Critics Society    | Millor pel·lícula estrangera          | El fill de Saül | Guanyador |
| Crítica de Washington DC       | Millor pel·lícula estrangera          | El fill de Saül | Guanyador |
| Crítica Online de Nova York    | Millor pel·lícula estrangera          | El fill de Saül | Guanyador |
| Crítica Online de Boston       | Millor pel·lícula estrangera          | El fill de Saül | Guanyador |
| Cercle de Crítics de Nova York | Millor pel·lícula d'un debutant       | El fill de Saül | Guanyador |
| Globus d'Or                    | Millor pel·lícula de parla no anglesa | El fill de Saül | Guanyador |
| Crítica de Los Ángeles         | Millor pel·lícula estrangera          | El fill de Saül | Guanyador |
| Crítica de Los Ángeles         | Millor actor                          | Géza Röhrig     | Finalista |
| National Board of Review       | Millor pel·lícula estrangera          | El fill de Saül | Guanyador |
| Premis Satellite               | Millor pel·lícula estrangera          | El fill de Saül | Guanyador |